# ناتالي ساروتي

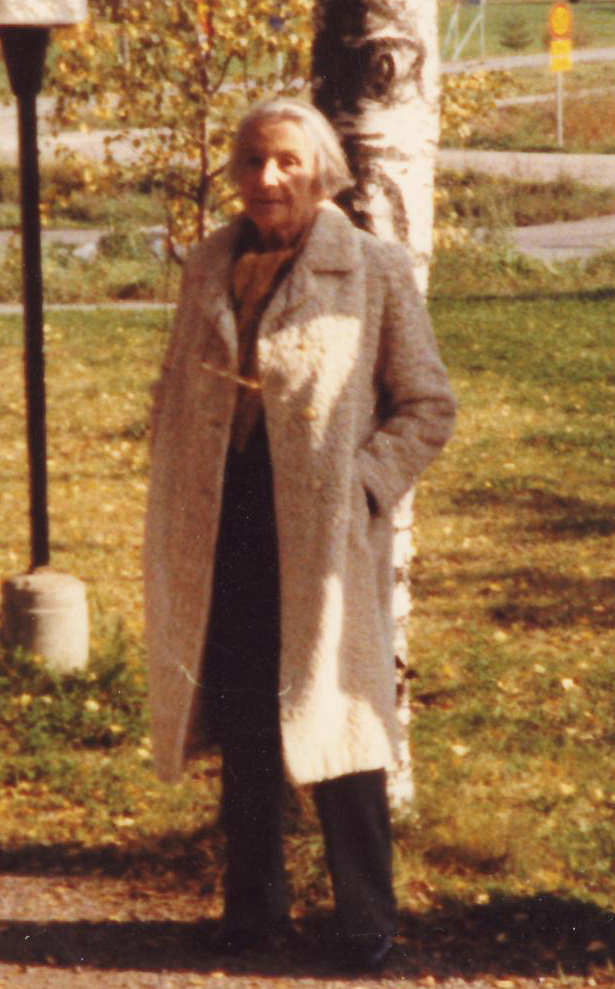
ناتالى ساروتى)

ناتالى ساروتى (بالفرنسية: Nathalie Sarraute)‏ كانت تعرف قبل الزواج بنتالى ليونوفا تشيرناك (ولدت 18 يوليو 1900، إيفانوفو، الامبراطورية الروسية وتوفيت 19 أكتوبر 1999،باريس، فرنسا)، وهي كاتبة مقالات وروايات فرنسية.
وقد كانت ناتالى بالاشتراك مع كل من ألان روبى-جيرلت، كلود سيمون، ومارغريت دوراس من أهم المؤسسين والرواد الأوائل للرواية الفرنسية الجديدة بعد الحرب العالمية الثانية في فرنسا. وقد استخدم هذا التيار أيضا صفة (المضاد للرواية)، وقد استخدمت مصطلح لأول مرة مع جان بول سارتر من خلال صورة الأمم المتحدة (وكانت صورة غير محددة في 1947).
وكانت ساروتى هي أفضل من قام بالترجمة إلى اللغات المختلفة K وقامت حولها بالكثير من المجادلات، ومن اجل خلق العديد من الشخصيات الواقعية استخدمت أسلوب السرد في حكى معيشة الأشخاص. أعطى بلزاك لكاتبة هذه الحقائق (تقنية عظيمة) مخالفة للطبيعة.

## حياتها
ولدت ناتالى ساروتى في روسيا، وكانت تبلغ من العمر عامين عندما انفصل والدها عن والدتها. عندما كانت في العمر الثامنة انتقلت مع والدتها الي جنيف، وبعدها ذهبت الي باريس. وبعدها قامت بزيارات قصيرة K وباستثناء الفترة إلى بقيت بها بسانت بطرسبرغ (1908-1910) انتقلت بعدها للمعيشة في باريس. كانت لغتها الأم هي اللغة الفرنسية، وبعد أن تخرجت من جامعة أكسفورد، انتقلت للدراسة بجامعة السوربون بباريس وانهت بها دراستها عام 1925. وبعد ان تلقت تعليمها الحقوقى دخلت إلى المنح الفرنسية (1926-1941)، وبعدها أصبحت مؤلفة بداية من عام 1941.
بدأت ناتالى ساروتى بأول تجاربها في الكتابة بالكتابة النظرية (1956 أشك بالعمر، 1985)، وكانت تدور حول العديد من المعتقدات والمفاهيم التقليدية الدينية]. يحتوى الكتاب على العديد من الروايات القصيرة (1938، يونليش، 1967)، وهو نتاج للسعى وهي تقنية جديدة. قامت بهذا الاثر الجديد من نوعه بلفت الأنظار اليها في أول سنواتها في الكتابة، ولكن في السنوات التي تلتها فقد اعطت الحقوق الروئاية بالأوساط الأدبية.
اتخذت نتالي أسلوبًا خاصًا في الكتابة الأدبية عُرف باسم «الإتجاه المضاد للرواية» وتأثر به عدد من كتاب القصة وأنشأوا ما سمي بـ (الرواية الجديدة) وهو نوع من الأدب الروائي يخلو من كل قصة ورواية.
اتخذ كتابها اسم (الاتجاه) أو (التوجه) وهي تشير إلى علم النبات وجذب بعضهما إلى بعض والإشارة إلى الدوافع الأساسية. طبقا إلى ساروتى فان هذه الدوافع كانت تكمن في الجذور ، وكانت من ضمن هذه الدوافع هي الحب، والغيرة، والكراهية، والأمل وهي السلوكيات التي توجه عواطفنا وهي حركات غير مرئية.وقد قامت ساروتى مقابل هذه الدوافع بوضع مقدمة لنشر روايتها الثانية والتي جلبت بها صور من الأمم المتحدة وتظهر من خلال هذه الصور اجبار الأب للفتاة على الزواج في سن مبكرة، ونشرت أيضا العديد من الروايات منها: لا للقبة السماوية (1959)، المرأة العجوز عاشقة الإناث، الفواكه الذهبية (1963 : بالفرنسية Les Fruits d'or'da)، وبهذه الرويات التي تحكى عن البيئة جذبت اليها الانتباه.
بعد ذلك قامت بنشر العديد من الأعمال مثل: (المرأة في الأوساط الاجتماعية، بالفرنسية: Elle est là عام 1978)، (والأستخدام المشروط، بالفرنسية: L'Usage de la parole عام 1980)، تطبيق السيرة الذاتية (الطفولة، 1983) و (أنت لا تحب نفسك، بالفرنسية: Tu ne t'aimes pas ، عام 1989). في التسعينيات نشرت: (الآن: 1995) وأوفريز، (الزاوية 1997) وكانت هذه اخر ما كتبته من اثار.
توجد العديد من الأعامل لناتالى ساروتى منشورة باللغة التركية مثل مارتيو (1954، مارتيو، 1974).
وقد قامت في عام 1967 أثناء العدوان الإسرائيلي على العرب بإصدار بيانات وجمع التواقيع من فنانين مختلفين تأيد فيه العدوان الإسرائيلي على الوطن العربي، وهي الحرب التي احتلت فيها إسرائيل سيناء وهضبة الجولان وقطاع غزة والضفة الغربية.

## أعمالها

### الروايات
-صورة دى بالأمم المتحدة (1948، غير محدد اتجاهات الصورة)
-مارتيرو، (1953)
- القبة السماوية، (1959)
-الفواكه الذهبية، (1963، الفاكهة الذهبية)
-بين الحياة والموت، (1968)
-تسمع؟ (1972)
-يقول الحمقى (1976)
-استخدام الكلمة، (1980، استخدام الكلمة)
-الأطفال، 1983، الطفولة)
-لا تحب (1989)
-الآن (1995)
-الأعمال الكاملة، (1996)
-مفتوحة، (1997)

### المسرحيات
-الصمت (1964)
-الكذب (1966)
-لا شئ (1970)
-انها هناك (1978، المرأة هنا)
-نعم أو لا (1982)

### التجارب
-اتجاهات (1938-1967)
-عصر الشك (1965-1985)
-تربوميس (1957)
-بول فاليرى والفيل الطفل من السلائف فلوبير (1986)

## روابط خارجية
- ناتالي ساروتي على موقع IMDb (الإنجليزية)
- ناتالي ساروتي على موقع الموسوعة البريطانية (الإنجليزية)
- ناتالي ساروتي على موقع مونزينجر (الألمانية)
- ناتالي ساروتي على موقع إن إن دي بي (الإنجليزية)